# Tephrina occupata
Tephrina occupata là một loài bướm đêm trong họ Geometridae.